# Tarahoso
Tarahoso is een bestuurslaag in het regentschap Nias Barat van de provincie Noord-Sumatra, Indonesië. Tarahoso telt 656 inwoners (volkstelling 2010).